# T-28 (航空機)
T-28 トロージャン
ノースアメリカン T-28
- 用途：練習機
- 分類：中間練習機
- 製造者：ノースアメリカン社
- 運用者： アメリカ合衆国（空軍/海軍）他多数
- 初飛行：1949年9月24日
- 生産数：1,948機
- 運用状況：退役

T-28トロージャン（Trojan：トロイア人の意）は、アメリカ軍で使用されたノースアメリカン社製のレシプロエンジン式中間練習機であり、1950年代から1970年代初頭まで運用され、訓練課程オールジェット化構想によってT-37と交替して退役した。
同機は空軍のみならず、海軍航空隊（空母航空団）でもフロリダ州ミルトンのホワイティング海軍航空基地にて初等訓練に使用された。

## 開発
T-6 テキサンを代替する中間練習機として設計され、1949年9月24日にXT-28（社内コードNA-159）が初飛行した。強力なエンジンを装備したことで第二次世界大戦中の戦闘機に匹敵する性能を有し、1950年から1957年にかけて1,948機が製造された。

## 運用
フランスは、アルジェリア独立戦争にて、現地で再組み立てを行ったT-28フェネックを近接航空支援と哨戒任務に投入した。これがCOIN機の先駆けとなった。
ベトナム戦争ではベトナム共和国（南ベトナム）に供与され、南ベトナム空軍のパイロット養成訓練の他、南ベトナム民族解放戦線への爆撃任務にもA-1、AC-47、A-37、F-5などと共に投入されたほか、ラオスへの秘密作戦にも投入された。ラオスで使用されたT-28の1機は1963年、北ベトナムに亡命して鹵獲され、北ベトナム空軍初の「戦闘機」として、1964年には南ベトナム空軍のC-123を迎撃して初の勝利となった。また、タイ王国空軍に1962年から1975年までに約120機が供与され、大半がラオス空軍とクメール共和国に再供与されたほか、退役後に一部がフィリピン空軍に移管された。クメール共和国のT-28のうち、1975年にタイに逃れた5機が編入されている。
ザイール（現コンゴ民主共和国）には、当時政府に復帰していたモイーズ・チョンベ支援のためにCIAが供与した。
フィリピンでは、1980年代の新人民軍などの反政府武装勢力に対する空爆などにAT-33、F-5A、F-8Pと共に参加した。

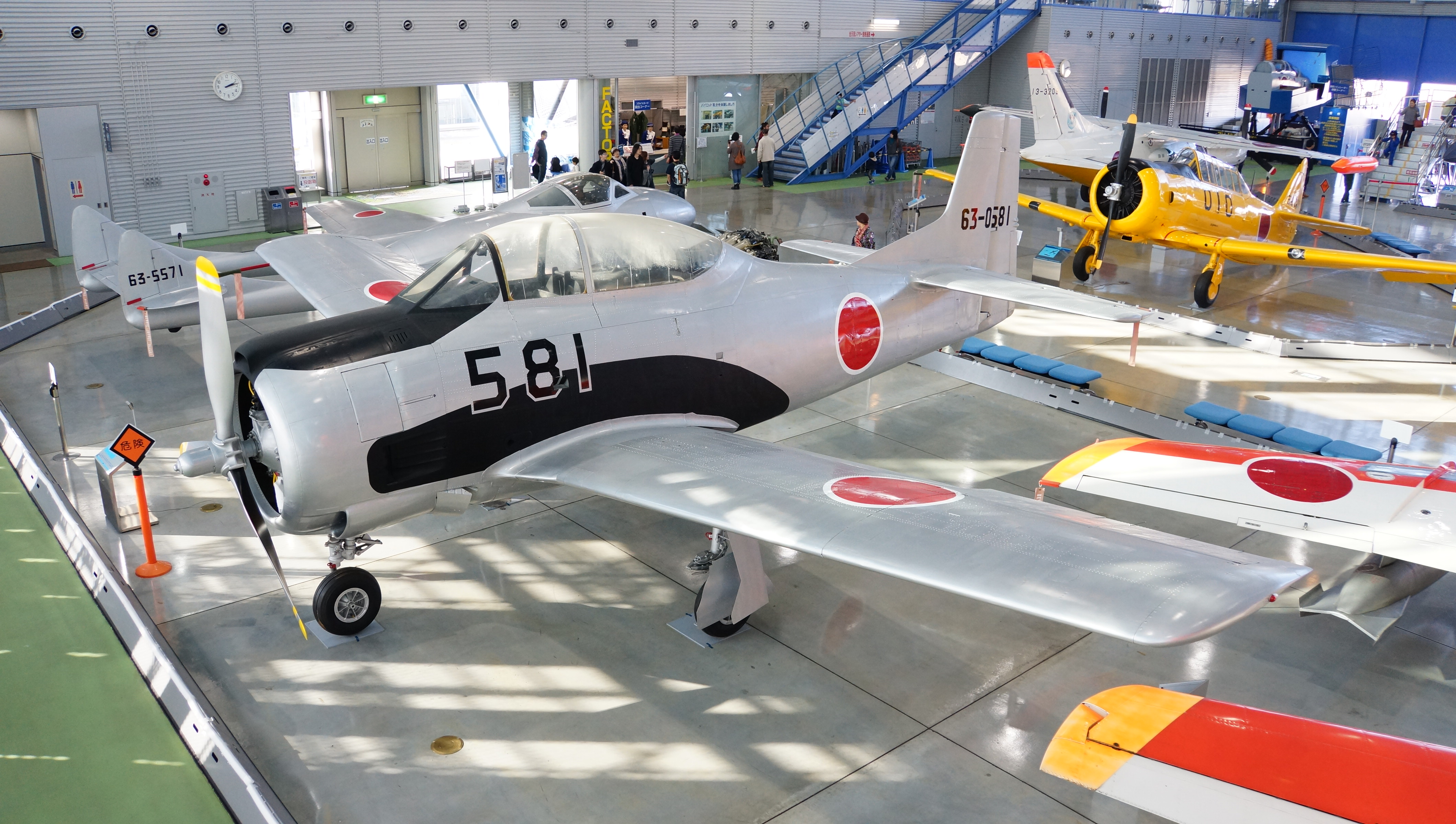
航空自衛隊浜松広報館内で展示されるT-28B

日本では、新ジェット練習機T1F1（後のT-1）の開発に際して、デ・ハビランド バンパイアと同じ1956年（昭和31年）3月31日にT-28B 1機を6,100万円で購入、実験航空隊にて練習機としての飛行特性・操縦特性・艤装の検討に用いられた。その後1962年（昭和37年）4月1日には偵察航空隊に移管され、後部胴体のバゲージ・コンパートメント（荷室）にフェアチャイルド・K-17C広角カメラを装備して、RF-86Fのカメラ操作訓練のための偵察訓練機として運用された。1963年（昭和38年）にクランクシャフト欠損によるエンジントラブルでハードランディングを起こし、飛行不能となり、部隊での必要性を勘案して修復せずに退役することとなった。その後はカメラ等を撤去したうえで浜松広報館にて展示され、2011年（平成23年）12月には塗装の修復も行われた。2021年3月の展示機入れ替えに伴い、2024年3月時点では浜松基地で保管中（通常は非公開）である。

## バリエーション
XT-28
試作機。2機製造。
T-28A
米空軍向けの機体。800馬力（597 kW）のエンジンを搭載。1,194機製造。
T-28B
米海軍向けの機体。1,425馬力（1,063 kW）のエンジンを搭載。489機製造。
T-28C
T-28Bに着艦訓練用の着艦フックを装備した米海軍向けの機体。266機製造。
T-28Dノマド
T-28AのエンジンをT-28B/Cと同じ高出力エンジンに換装し、主翼下に片側3ヶ所ずつのハードポイントを装備してCOIN機に改修した機体。 ノースアメリカンで321機、フェアチャイルドで72機の計393機がT-28Aより改修。ノマドにはMk.1～Mk.3まで存在し搭載されたエンジンもそれぞれ異なる。ノマドMk.1はライトR-1820-56S(1,300 hp)、ノマドMk.2はライトR-1820-76A(1,425 hp)、ノマドMk.3はライトR-1820-80(1,535 hp)と分けられている。
T-28D-5
主翼内部に弾薬庫を内蔵しガンポットを装備可能にした型式。
AT-28Dタンゴス
米空軍が攻撃訓練に使用していたT-28Dに与えられた識別番号。東南アジアでも「タンゴス」の愛称で近接航空支援に攻撃機として使用された。翼下に6つのハードポイントと射出座席が取り付けられていた。
RT-28
旧ラオス王国空軍向けに作られた写真偵察機。
T-28Sフェネック
旧米空軍のT-28Aをフランスのシュド・アビアシオンが再生・改修した機体。ライトR-1820-97スーパーチャージャー内蔵空冷星型エンジン(1,200hp)とハードポイントを4つ装備する。標準武装は、50口径12.7mm機関銃ポッド2基(各100発)とマトラ タイプ122・68mm6連装ロケットポッド2基である。また、ハードポイントに120kg榴弾または汎用爆弾、マトラタイプ361 37mm36連装ロケット弾ポッド、スネーブ55 mm7連装ロケットポッドも搭載可能。他にもマトラ・タイプ13シングルレール、マトラ・タイプ20またはタイプ21二連装レール、マトラ・タイプ41四連装レール（各2基ずつ）、又はマトラタイプ61またはタイプ63六連装レール（各3基ずつ）SERAM・T10重ロケットランチャーを装備できる。他にもガスタンクを元にした即席のナパーム弾も翼下に装備することが出来た。
T-28P
T-28Sがアルゼンチン海軍で艦上攻撃機として採用された型式。プロペラを小直径のものにして着艦フックを追加装備している。

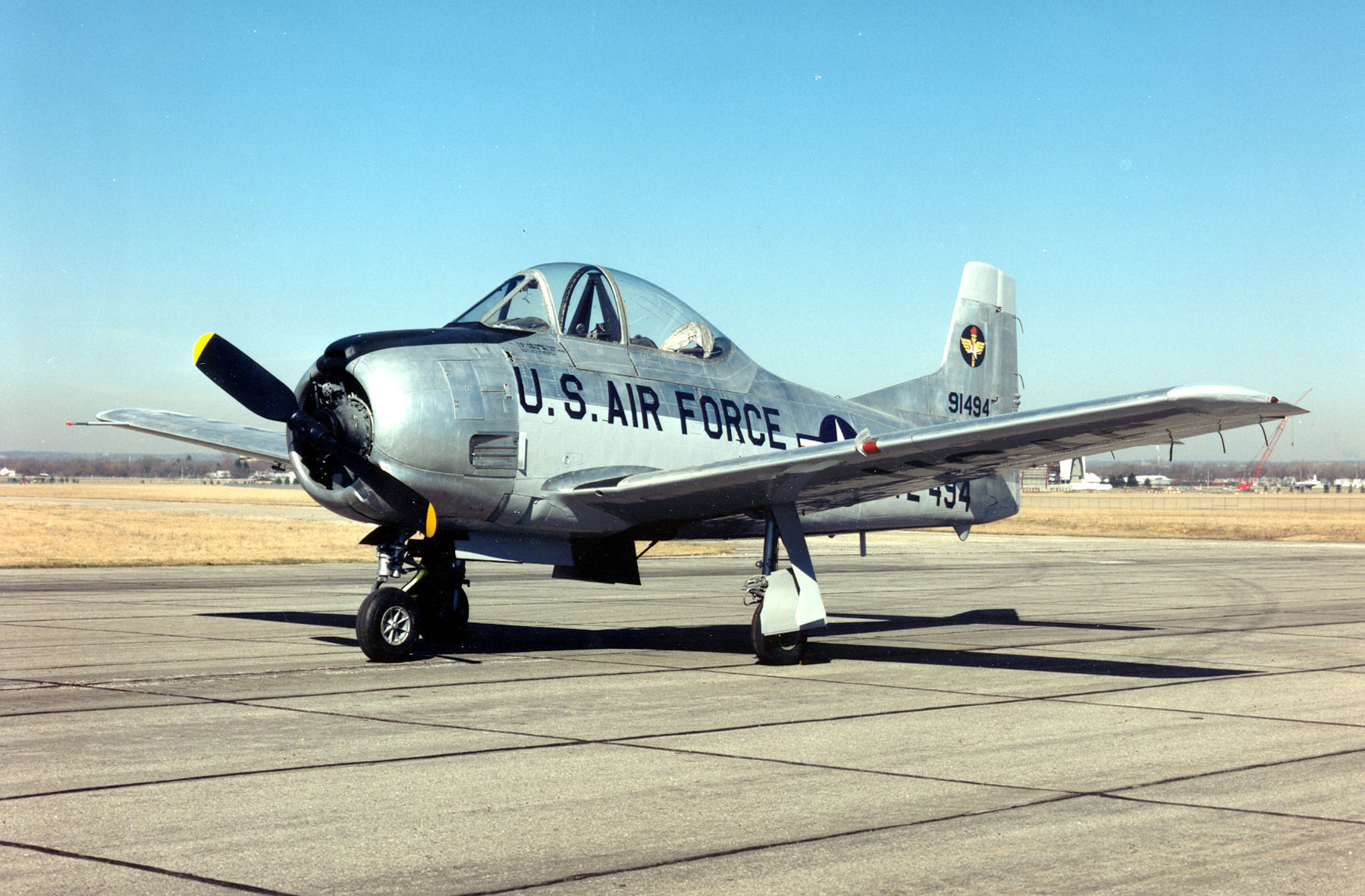
T-28A
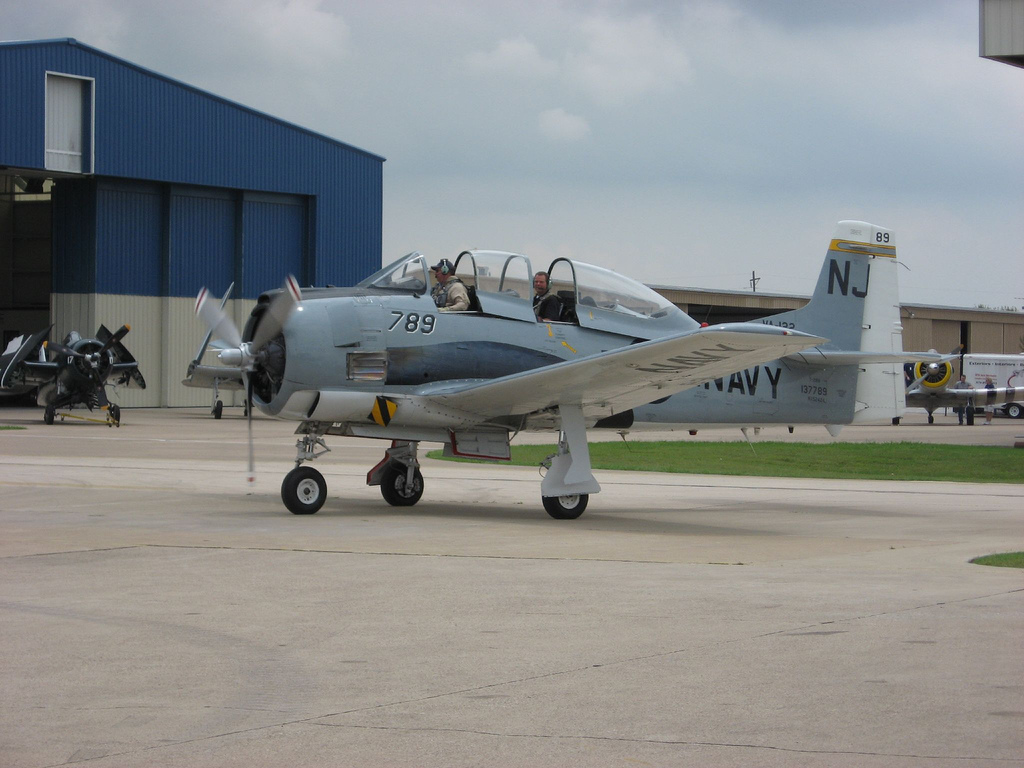
T-28B
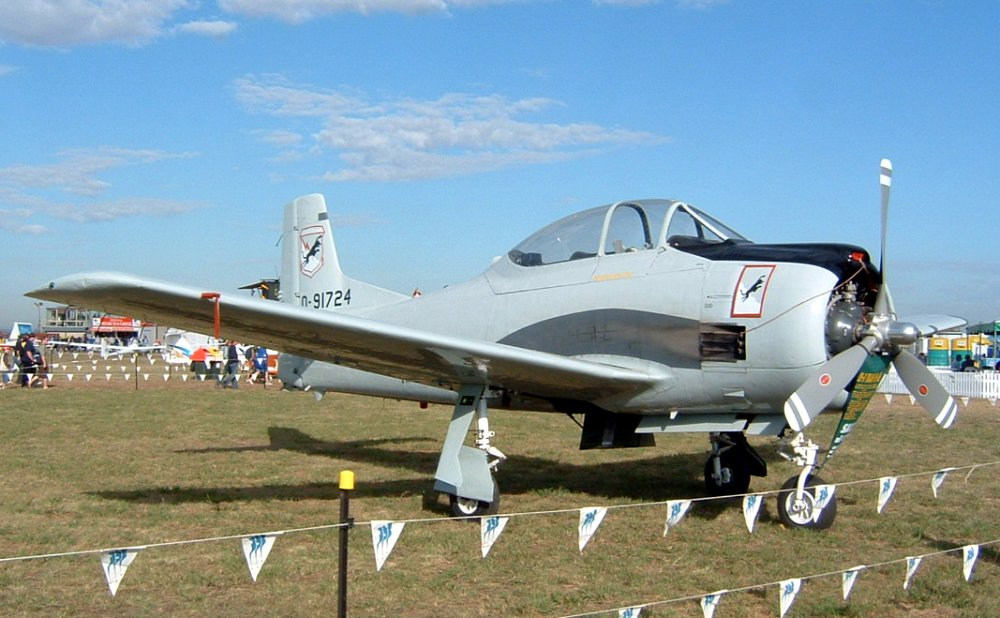
T-28D
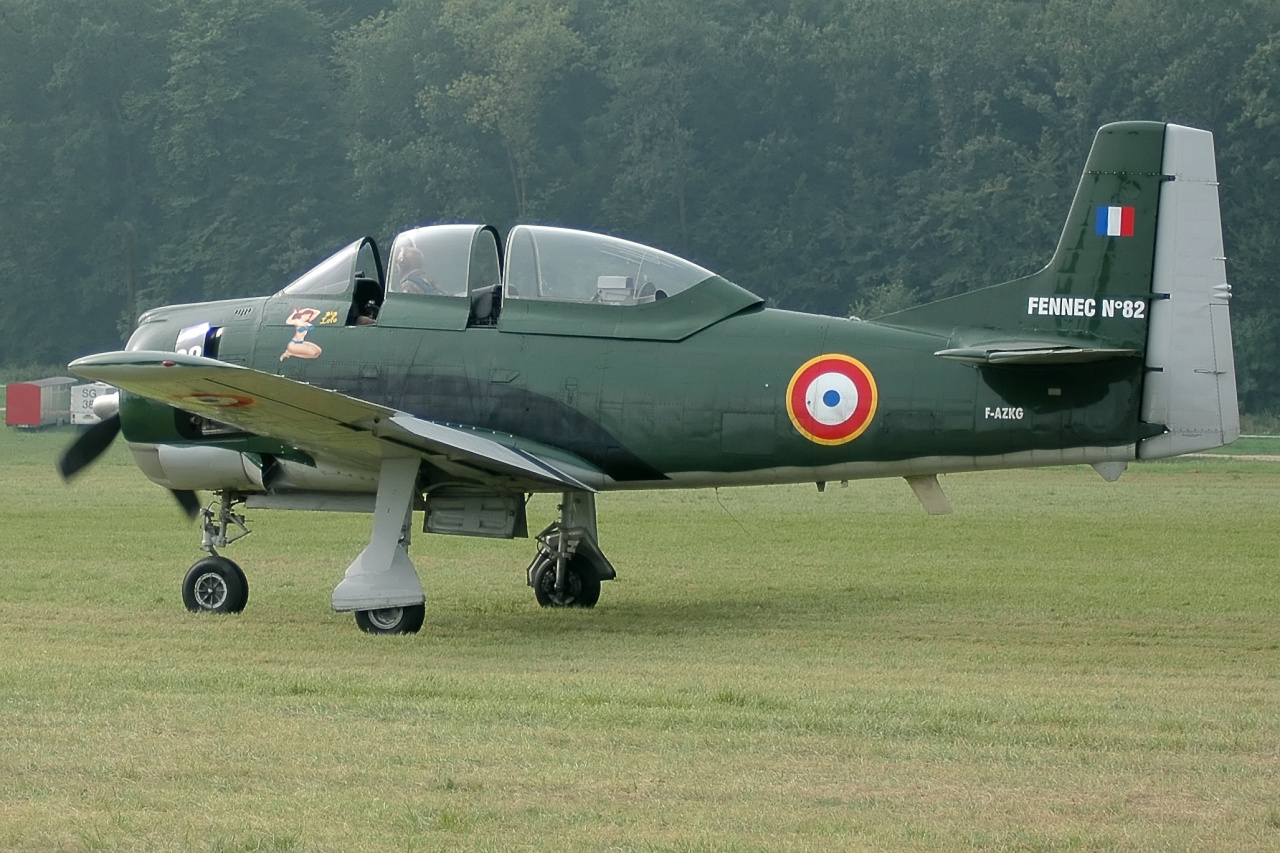
シュド・アビアシオン　フェネック

## 使用国
アメリカ合衆国
 アルゼンチン
 ブラジル
 ボリビア
 コンゴ共和国
 キューバ
 ドミニカ共和国
 エクアドル
 エチオピア
 フランス
 ハイチ
 ホンジュラス
 日本
 カンボジア
 韓国
 ラオス王国
 モロッコ
 メキシコ
 フィリピン
 中華民国（台湾）
 サウジアラビア
 タイ
 チュニジア
 ウルグアイ
 ベトナム共和国
 ベトナム
 ザイール

## 仕様(T-28D)
- 乗員：2名
- 全長：10.06 m
- 全幅：12.22 m
- 全高：3.86 m
- 翼面積：24.9 m2
- 空虚重量：2,914 kg
- 最大離陸重量：3,856 kg
- エンジン：ライトR-1820-86空冷星型レシプロエンジン 1,425馬力（1,063 kW）×1基
- 最高速度：552 km/h=M0.45
- 最高高度：10,820 m
- 航続距離(フェリー状態)：1,710km
- 実用上昇限度：10,800m
- 兵装：翼下に540kgの爆弾・ロケット弾などを搭載可能。